# Francisco Merry y Colom
Francisco Merry y Colóm, 1. Conde de Benomar (* 1. Mai 1829 in Sevilla; † 4. Januar 1900 in Rom) war ein spanischer Diplomat.

## Leben

Vertreter der Großmächte auf dem Berliner Kongress (1878): Oben rechts Conde de Benomar

Francisco Merry y Colom, Conde de Benomar war ein Sohn von Dolores Colom und Antonio Merry, preußischer und russischer Konsul in Sevilla. Alfons XII. errichtete für ihn 1878 das Condado de Benomar. Er begann seine Diplomatenlaufbahn 1849 an der spanischen Botschaft in Marokko bei Mulai Abd ar-Rahman in Tanger, wo er von 1860 bis 1871 tätig war.
Von 1875 bis 1888 war er Botschafter von Alfons XII. und Alfons XIII. von Spanien bei Wilhelm I. an der spanischen Botschaft in Berlin. Otto von Bismarck schätzte ihn als Verhandlungspartner. Von 1893 bis 1900 war er Botschafter von Alfons XIII. von Spanien bei Umberto I. von Italien.

## Auszeichnungen
- Großkreuz des Orden de Isabel la Católica
- Order of Saint John

## Veröffentlichungen
- Un viaje a Fez. In: Revista de España, Tomo IX, 1869, Número 35, pág. 400–420.
- Relacion del viaje a la ciudad de Marruecos que por disposicion del Excmo. Sr. P. Manuel Pando, Marques de Miraflores primer secretario de Estado, verifico en el mes de Mayo de 1863. Madrid, imp. nacional, in 4 1864. tom II. pag. 394.[5]